# Swing Ya Rag
Swing Ya Rag är en låt av rapparen T.I., släppt den 26 augusti från hans album Paper Trail. Låten gästas av Swizz Beatz. Låten framfördes på 2008 BET Hip Hop Awards.

## Listor
| Lista (2008)                         | List -position |
| ------------------------------------ | -------------- |
| U.S. Billboard Hot 100               | 62             |
| U.S. Billboard Hot R&B/Hip-Hop Songs | 53             |
| U.S. Billboard Hot Rap Tracks        | 29             |